# Хоффа, Риз
Риз Хоффа (англ. Reese Hoffa; род. 8 октября 1977 года; Эванс, Джорджия, США) — американский легкоатлет, который специализируется в толкании ядра. Призёр Олимпийских игр, чемпион мира. 

## Биография
На Олимпийских играх 2004 года в Афинах, в толкании ядра не прошёл квалификационный раунд, заняв в нём лишь 22-е место, с результатом 19,40 м.
На Олимпийских играх 2008 года в Пекине, с результатом 20,53 м стал 7-м.
На Олимпийских играх 2012 года в Лондоне, выиграл квалификацию, толкнув снаряд на 21,36 м, в финальных соревнованиях несколько ухудшил свой результат толкнув ядро на 21,23 м, и стал с этим результатом третьим, завоевав бронзовую медаль.
На летних чемпионатах мира завоевал за свою карьеру одну золотую медаль, также имеет золото и два серебра зимних чемпионатов мира.
Личный рекорд (22,43 м) установил 3 августа 2007 года в Лондоне.  

## Сезон 2014 года
30 мая стал победителем соревнований Prefontaine Classic с результатом 21,64 м.